# ساموئل دو شامپلن

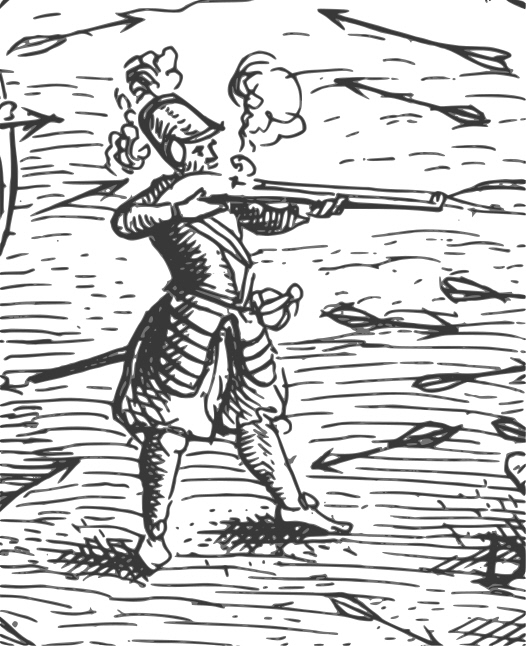
ساموئل دو شامپلن

ساموئل دو شامپلن (به فرانسوی: Samuel de Champlain) (زادهٔ پیرامون ۱۳ اوت ۱۵۶۷ – مرگ ۲۵ دسامبر ۱۶۳۵) سرباز، کاوش‌گر، نقشه‌کش، طراح، دیپلمات، دریانورد، وقایع‌نویس، نژادشناس و گیتانگار فرانسوی بود. او را پدر فرانسه نو می‌دانند. همچنین او بنیادگذار شهر کبک بود.
او در خانواده‌ای دریانورد زاده‌شد. در ۱۶۰۳ به کاوش آمریکای شمالی پرداخت. در ۱۶۰۸ شهر کبک را پایه‌ریخت. وی نخستین کسی بود که میان سرخ‌پوستان و مستعمره‌نشینان پیوندی برپا ساخت. او توانست تیره‌های گوناگون سرخ‌پوست را در نبرد با سرخ‌پوستان ایروکوا با خود همراه سازد. او همچنین زمینهٔ صادرات کالاهایی را همچون خز به اروپا فراهم ساخت.
جاهای بسیاری در آمریکای شمالی به افتخار او نام‌گذاری گشته‌اند که شناخته شده‌ترینشان دریاچه چمپلین در مرز میان ایالات متحده آمریکا و کانادای کنونی‌است. او یکی از نخستین کسانی‌است که نقشه‌هایی را از آمریکای شمالی فراهم ساخت.